# Religija u San Marinu
Religija u San Marinu zastupljena je s nekoliko vjerskih zajednica.

## Povijest
U starom vijeku ovdje su se štovali plemenski kultovi. U starorimskoj državi štovala su se rimska božanstva. U toj su religiji bili utjecaj starogrčke i etruščanske religije. Pojava kršćanstva brzo je zahvatila Apeninski poluotok. San Marino je tradicijski kršćanska zemlja zapadne Crkve, t.j. rimokatoličanstva i jedna od prvih zemalja odakle se kršćanstvo širilo dalje po Europi. Velika šizma i Zapadni raskol nisu pogodile odanost Rimu, niti pojava protestantizma.

## Vjerska struktura
Procjene koje navodi CIA govore o sljedećem vjerskom sastavu:
- rimokatolici

## Galerija
- Širenje kršćanstva u Europi i na Sredozemlju.
- Europa u doba velike podjele 1054. godine.
- Religija u Europi, na Sredozemlju i na Bliskom Istoku 1100.
- Zapadni raskol. Pristaše avignonskog (crveno) i rimskog (plavo) pape. 1409. slika se mijenja pojavom pisanskog pape. Zemljovid još nije potpun i točan.
- Religije u Europi 1560.